# 820 Adriana
820 Adriana
820 Adriana là một tiểu hành tinh ở vành đai chính. Nó được Max Wolf phát hiện ngày 30.3.1916 ở Heidelberg. Không biết rõ nguồn gốc tên của nó.